# Sportåret 1891

## Händelser

### Bandy
- Okänt datum - National Bandy Association bildas i England och Bury Fen spelar den första internationella matchen i Nederländerna.[1]
- Okänt datum - Bandy introduceras i Tyskland av Charles Goodman Tebbutt.[2]

### Baseboll
- Boston Beaneaters vinner National League och Boston Reds vinner American Association.[3]

### Basket
- December - Basketen skapas av Dr. James Naismith.[4]
- 21 december - 18 studenter vid Springfield College spelar den första basketmatchen.[4]

### Boxning
- 14 januari — Bob Fitzsimmons knockar ut Nonpareil Dempsey i 13:e ronden i New Orleans, Louisiana, USA och vinner världsmästartiteln i mellanvikt. Det blir Fitzsimmons första av tre världstitlar under karriären.[5]

Världsmästare
- Världsmästare i tungvikt – John L. Sullivan
- Världsmästare i mellanvikt – Jack Nonpareil Dempsey → Bob Fitzsimmons
- Världsmästare i weltervikt – titeln vakant
- Världsmästare i lättvikt – Jack McAuliffe
- Världsmästare i fjädervikt – Young Griffo

### Cykel
- 18 oktober - Första sexdagarsloppet i USA går av stapeln i New York.[4]

### Hastighetsåkning på skridskor
- 6-7 januari - De tredje världsmästerskapen i hastighetsåkning på skridskor för herrar anordnades på Museumplein i Amsterdam, nederländerna. 15 aktiva från tre länder, i huvudsak Nederländerna, deltar.
- 28 februari - Oscar Grundén noterar nytt världsrekord på 500 meter med 50.8 sekunder.[4]

### Hästsport
- 13 maj - Vid 17:e Kentucky Derby vinner Isaac Murphy på Kingman med tiden 2.52.25.[4]

### Simsport
- 9 augusti - Axel Hultman vinner då de första officiella svenska mästerskapen någonsin, alla sporter inräknade, avgörs vid Djurgårdsbrunnsviken och gäller simning.[7]

### Tyngdlyftning
- 28 mars - De första världsmästerskapstävlingarna i tyngdlyftning arrangeras i London.[4]

### Bildade föreningar och klubbar
- 15 februari - Allmänna Idrottsklubben, AIK, bildas på Biblioteksgatan 8 i Stockholm av  Isidor Behrens.[8]
- 12 mars - Djurgårdens Idrottsförening bildas på Alberget 4A i Stockholm av John G. Jansson.[8]

## Födda
- 1 februari – Axel Ståhle, svensk ryttare, olympisk guldmedaljör.
- 20 februari – Carl-Erik Svensson, svensk gymnast, olympisk guldmedaljör.

### Fotnoter
1. ↑  ”Bandyhistoria 1875–1919”. Svenska Bandyförbundet. Arkiverad från originalet den 4 juni 2015. https://web.archive.org/web/20150604010835/http://www.svenskbandy.se/BANDY-INFO/FORBUNDET/Historikochstatistik/Historiskamilstolpar/Bandyhistoria1875-1919/. Läst 15 mars 2011.
2. ↑  ”Germany” (på engelska). Bandytipset. https://www.oocities.org/~bandytips/English/Germany.html. Läst 2 september 2011.
3. ↑  ”The 1891 Season” (på engelska). Retrosheet. http://www.retrosheet.org/boxesetc/1891/Y_1891.htm. Läst 19 juli 2015.
4. 1 2 3 4 5 6  ”Chronology of Sports”. Arkiverad från originalet den 4 oktober 2011. https://web.archive.org/web/20111004143035/http://worldtimeline.info/sports/spor1890.htm. Läst 19 juli 2011.
5. ↑  Cyber Boxing Zone – Bob Fitzsimmons. läst 14 november 2009.
6. ↑  ”Cyber Boxing Zone”. Arkiverad från originalet den 20 juni 2009. https://www.webcitation.org/5hg1si20f?url=http://www.cyberboxingzone.com/boxing/pastchp.htm. Läst 20 juni 2009.
7. ↑  ”Kretsloppstankar redan för 100 år sedan” ( PDF). Arkiverad från originalet den 27 maj 2017. https://web.archive.org/web/20170527174202/http://www.skneptun.se/globalassets/sk-neptun---simidrott2/dokument/historia/2008/8.kretslopp.pdf. Läst 10 augusti 2011.
8. 1 2  Martin Alsiö (11 mars 2004). ”De allsvenska klubbarnas födelsedagar”. Bolletinen. http://www.bolletinen.se/sfs/allsvenskan/grundades.pdf. Läst 18 februari 2015.